# Bernieria madagascariensis
Bernieria madagascariensis là một loài chim trong họ Bernieridae.